# Карабаське ханство
39°45′30″ пн. ш. 46°44′54″ сх. д. / 39.758333333333° пн. ш. 46.748333333333° сх. д.
Карабаське ханство — держава, утворена у східній частині історичної Вірменії під протекторатом Ірану. Кілька разів була захоплена Османською імперією, потім завойована Сефевідами, на дуже короткий час стала центром малої вірменської держави, у 1748 році після розпаду держави Надир Шаха владу встановив Панах Алі-хан з династії Джаванширів. Після 1822 р. з підписанням Гюлістанського мирного договору вона стала васальною державою в складі Російської імперії.

## Походження
Територія Карабаху визначається дрібними вірменськими феодальними князівствами, що знаходилися у 13 столітті у васальній залежності від Грузії, як частина Закаридської Вірменії. Потім регіон був заполонений монгольсько-татарською навалою, а після — туркменами. В кінці 14 століття Карабах був завойований Тамерланом. Швидкий розпад його імперії поступився Кара-Коюнлу (1410—1468) та Ак-Коюнлу (1468-1501), яка правила країною до приєднання до імперії Сефевідів у 1502. Після довгої боротьби оттоманський генерал Фархад-паша остаточно захопив Карабах 1588 року, на початку правління Аббаса Великого. Турки контролювали регіон до 1606.